# Уравнение Монжа — Ампера
Уравнение Монжа — Ампера — дифференциальное уравнение с частными производными 2-го порядка вида
{\displaystyle {\frac {\partial ^{2}z}{\partial x^{2}}}{\frac {\partial ^{2}z}{\partial y^{2}}}-\left({\frac {\partial ^{2}z}{\partial x\partial y}}\right)^{2}=a{\frac {\partial ^{2}z}{\partial x^{2}}}+2b{\frac {\partial ^{2}z}{\partial x\partial y}}+c{\frac {\partial ^{2}z}{\partial y^{2}}}+\phi ,}
коэффициенты которого зависят от переменных {\displaystyle x}, {\displaystyle y}, неизвестной функции {\displaystyle z(x,y)} и её первых производных {\displaystyle {\frac {\partial z}{\partial x}},\ {\frac {\partial z}{\partial y}}.}

## История
Уравнения такого типа впервые рассматривались Монжем (1784) и Ампером (1820).

## Применение
- Уравнение Монжа — Ампера на {\displaystyle z=z(x,y)} описывает, например, графики функций с данным значением гауссовой кривизны {\displaystyle \kappa =\kappa (x,y)}.
- Доказательство гипотезы Калаби.

## Вариации и обобщения
- Транспортная задача.